# As Slow as Possible

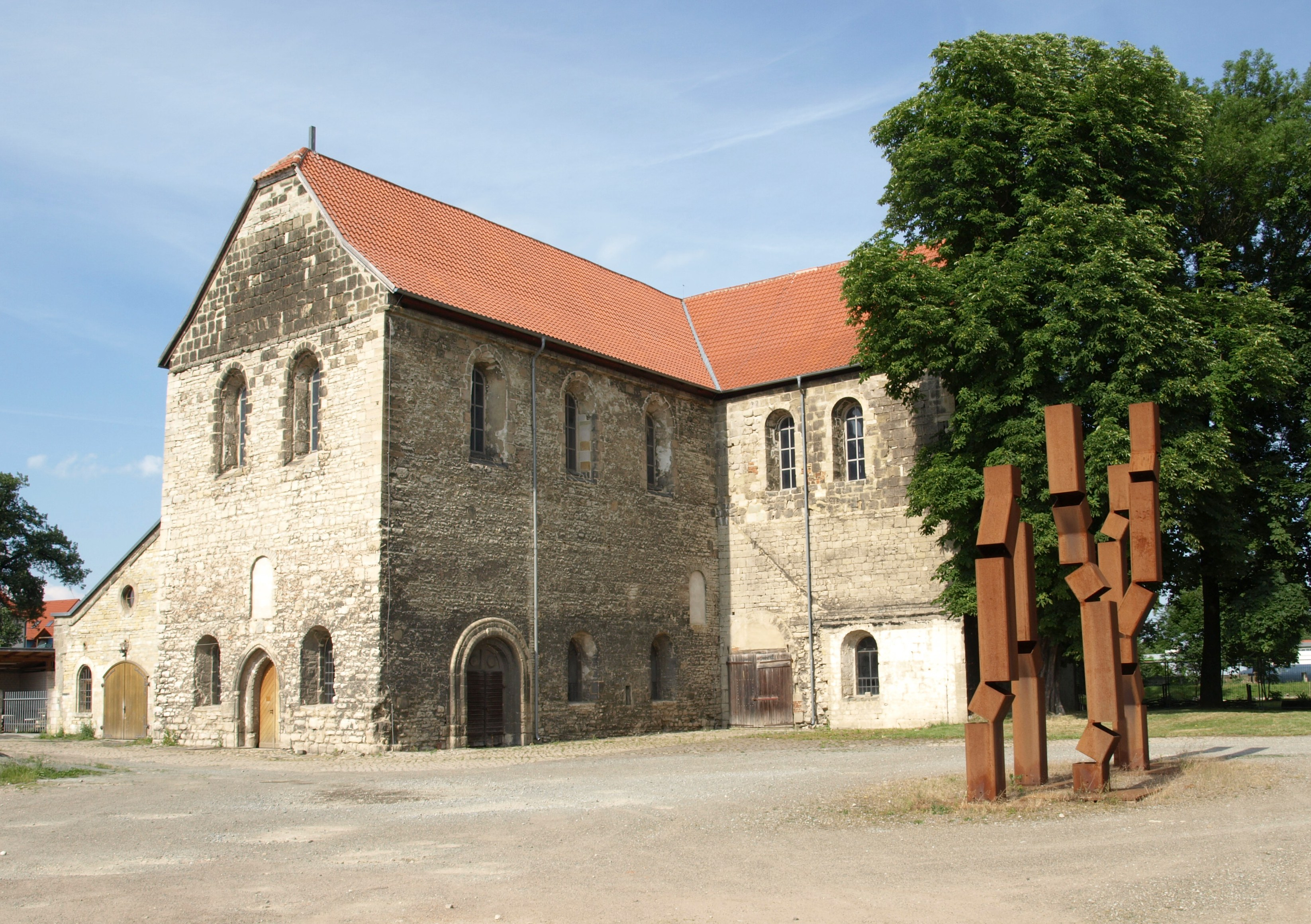
Церковь Св. Бурхарда в Хальберштадте, Германия

Organ²/ASLSP (As SLow aS Possible) (с англ. — «Так медленно, как только возможно») — музыкальное произведение Джона Кейджа, являющееся темой самого долгого музыкального концерта в истории человечества.
Исполнение органной версии «ASLSP» началось в церкви Святого Бурхарда немецкого города Хальберштадта в 2001 году и должно продолжаться 639 лет. Завершение исполнения, по замыслу, произойдёт в 2640 году.

## История написания
Произведение «ASLSP» было написано в 1985 году для «Международного фортепьянного фестиваля и конкурса Университета Мэрилэнда» (позже названного в честь Уильяма Каппела) по заказу «Общества Друзей Мэрилэндского летнего института творчества и исполнительских искусств». Для конкурса потребовалась музыкальная пьеса в стиле современного искусства. Конкурсанты должны были играть одни и те же произведения разных стилей, и организатор подразумевал, что современное искусство будет представлено этой пьесой. Партитура произведения заняла восемь страниц. Она состояла из восьми частей, одна из которых должна была пропускаться исполнителем, а любая другая повторена дважды. Порядок исполнения частей должен был сохраняться, но повторяемая часть могла быть исполнена где угодно. Темп исполнения не определялся. Кейдж написал произведение в подобном формате, чтобы быть уверенным, что каждое исполнение этой пьесы не будет похоже на предыдущее, а будет уникально, тем самым предоставляя судьям отдых от монотонности многократных повторений. Название «ASLSP» также является отсылкой к цитате из «Поминок по Финнегану» Джеймса Джойса: «Soft morning city. Lsp!».
Премьера пьесы состоялась 14 июля 1985 года в Колледж-парке, Мэрилэнд.
Опус «Organ²/ASLSP» для органа был написан в 1987 году, и представлял собой адаптацию той самой работы 1985 года, обычное исполнение которой на фортепиано занимало от 20 до 70 минут.

## Разные исполнения
- 5 февраля 2009 года Дайан Лучезе[фр.] (фр. Diane Luchese) исполняла «Organ²/ASLSP» с 8:45 до 23:41 в концертном зале «Гарольд Дж. Каплан» Тоусонского университета (Мэриленд). Это исполнение, занявшее 14 часов и 56 минут, строго соблюдало временные пропорции партитуры[3].
- В 2008 году музыкант и композитор Джо Дрю (англ. Joe Drew) двадцать четыре часа исполнял оригинальную пьесу «ASLSP» во время фестиваля ARTSaha![англ.]. Дрю также исполнял 9- и 12-часовые вариации этой пьесы, а также планировал 48-часовое её исполнение[4].
- 5 сентября 2012 года в день Джона Кейджа в Университете Аделаиды, Австралия, Стивен Уиттингтон[англ.] исполнил 8-часовую версию «ASLSP» в органном зале «Элдер Холл». Восемь частей произведения, каждая из которых заняла час, были разбиты на сегменты по одной минуте; внутри каждой минуты точный тайминг событий оставался на усмотрение исполнителя. В этом исполнении семь частей было сыграно, одна пропущена, и одна повторена дважды. Регистры органа были выбраны с помощью процедуры случайного выбора (дань Джону Кейджу, который первым придумал внести в музыку элемент случайного выбора, что стало предтечей алеаторики)[5][6][7].

## Хальберштадтское исполнение

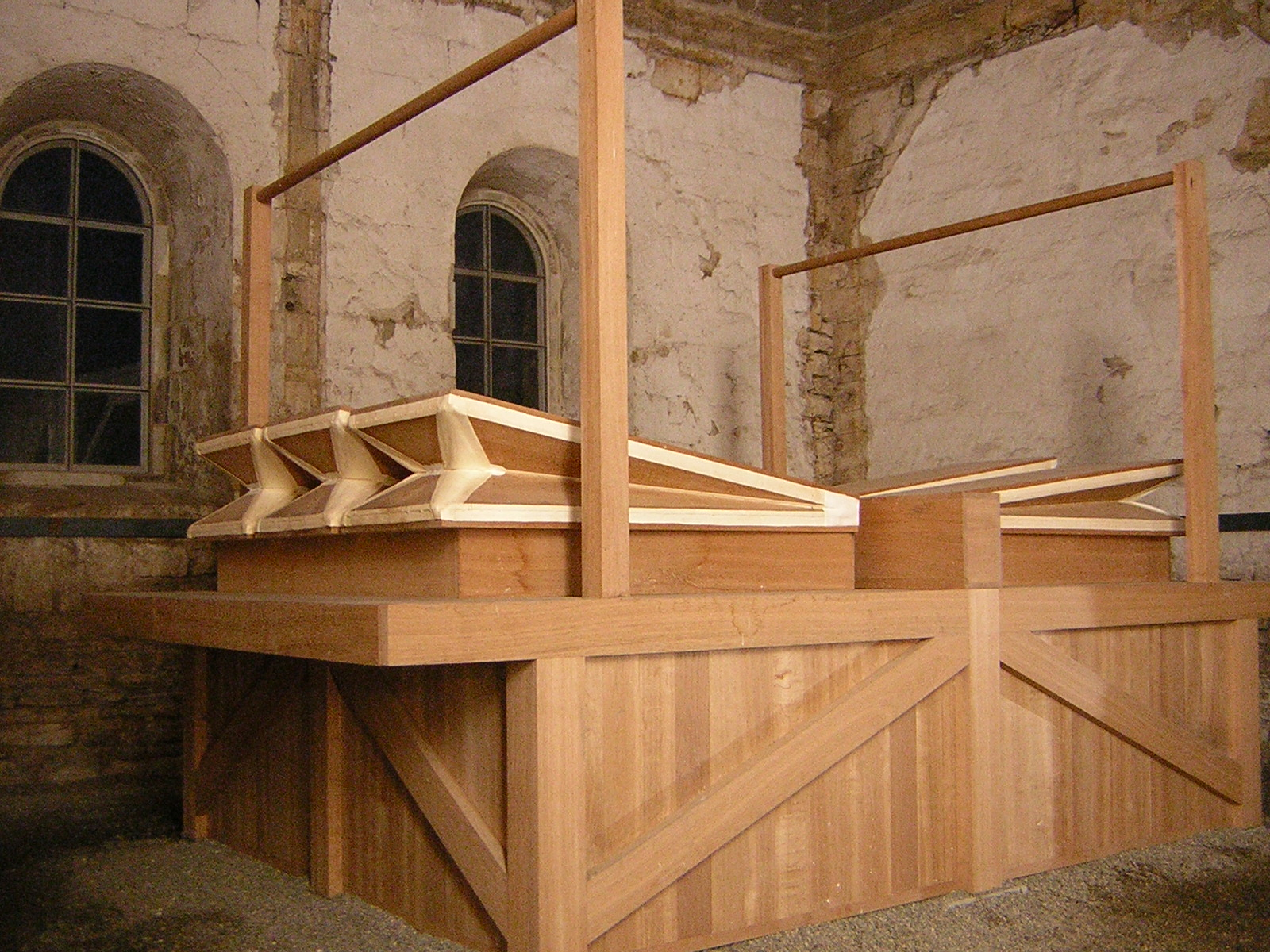
Органные меха

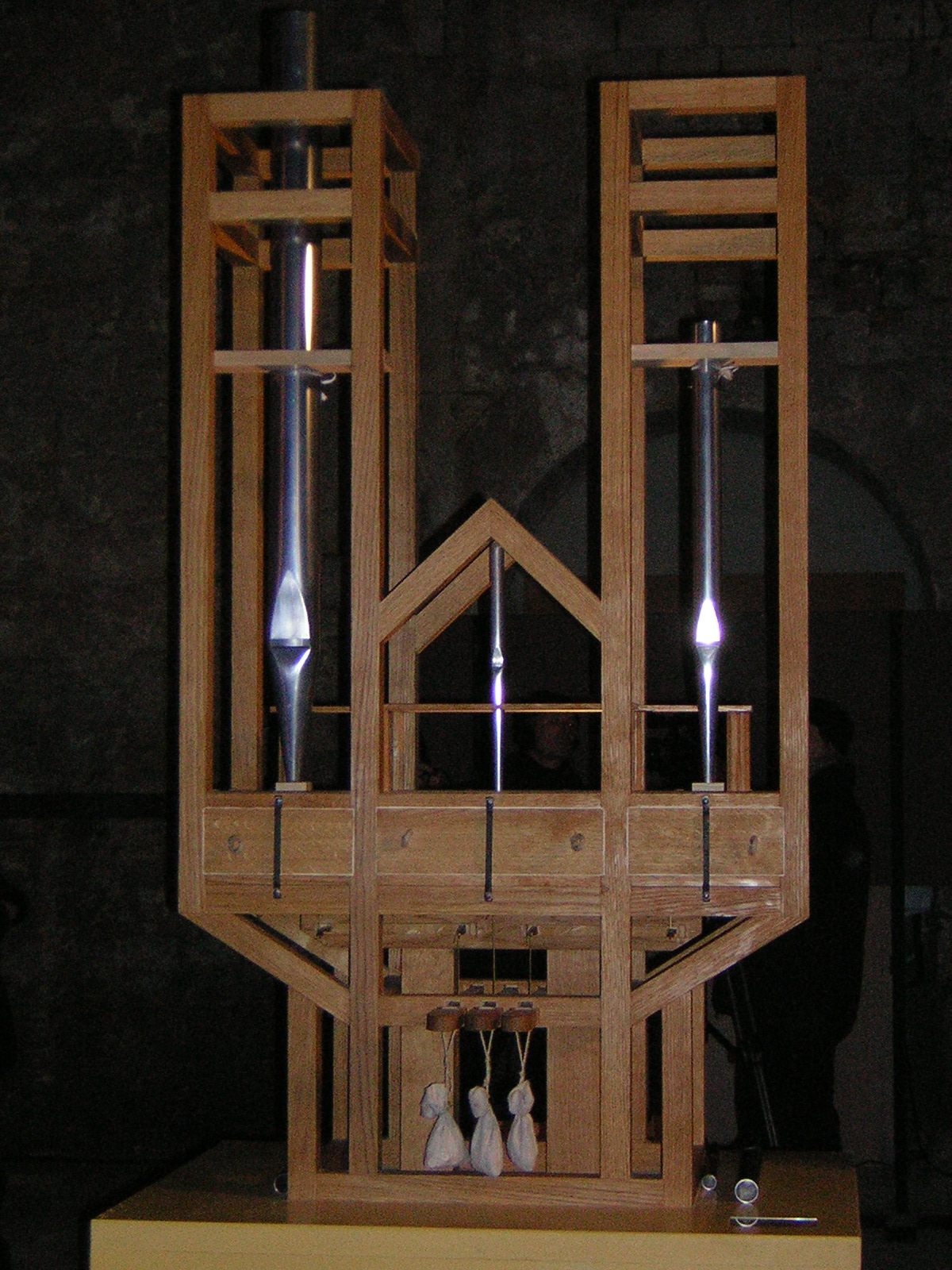
Орган

### Предыстория
Поскольку темп «As Slow as Possible» Кейджем не определялся, а лишь был рекомендован к исполнению «настолько медленно, как только возможно», в 1997 году на органном симпозиуме в Троссингене его участникам, — музыкантам, философам и теологам пришла идея исполнять это произведение на органе в течение 639 лет. Звучание органа практически не ограничено временными рамками, а сам инструмент, если его поддерживать в рабочем состоянии, практически вечен. Длительность исполнения также была выбрана не случайно, — она совпадала с годовщиной создания первого в мире 12-тонового органа Блокверка (англ.  Blockwerk organ), который был установлен в Хальберштадтском кафедральном соборе в 1361 году, за 639 лет до 2000 года — предполагаемой даты начала исполнения опуса. Местом исполнения была выбрана церковь Святого Бурхарда (англ.  St. Burchardi Church) в Хальберштадте — культовое сооружение с почти 1000-летней историей.

### Инструмент
Для исполнения произведения был построен специальный орган с небольшим числом труб, которые дополняются или заменяются по мере необходимости при переходе от аккорда к аккорду. Это было сделано из финансовых соображений, исключавших строительство полноценного органа со всеми 89 трубами. Орган располагается в правом трансепте церкви Святого Буркарди, меха расположены напротив в левом трансепте. Воздух нагнетается мехами, приводимыми в движение посетителями, и электровентилятором. На случай отключения электропитания установлены солнечные батареи и резервный генератор. Педали органа удерживаются мешочками с песком. Сам инструмент заключен в плексигласовый короб, чтобы приглушить постоянный монотонный звук, поэтому его можно услышать только непосредственно внутри церкви или через аудиотрансляцию на специальном сайте проекта.

### Исполнение
Исполнение опуса началось 5 сентября 2001 года с музыкальной паузы, которая длилась 17 месяцев до 5 февраля 2003 года. Затем раздался первый аккорд, состоявший из двух нот соль-диез и ноты си между ними, и который звучал до 5 июля 2005 года. Аккорд, состоящий из нот ля первой октавы, до второй октавы, и фа-диез второй октавы (или, по октавной системе, A4-C5-F♯5) начал звучать с 5 января 2006 года и сменился 5 июля 2008 года.
5 июля 2008 года грузы, удерживающие педали органа, переключились, вызвав шестое изменение аккордов. Две трубы были добавлены к имевшимся на тот момент четырём, и звучание стало более сложным. Это произошло в 15:33 по местному времени. Меха, не останавливаясь, нагнетали в трубы органа воздух, поэтому прерывания звучания не произошло. Более тысячи человек приехали засвидетельствовать это событие.
Последнее изменение ноты произошло 5 февраля 2022 года.
Завершение исполнения запланировано на 5 сентября 2640 года.

### Изменения звучания
Каждое изменение тона органа запланировано на 5-е число месяца — дату рождения автора произведения Джона Кейджа, и было поддержано общественностью и средствами массовой информации.
Даты бывших и будущих изменений звучания:
- 5 июля 2004
- 5 июля 2005
- 5 января 2006
- 5 мая 2006
- 5 июля 2008
- 5 ноября 2008
- 5 февраля 2009
- 5 июля 2010
- 5 февраля 2011
- 5 августа 2011
- 5 июля 2012
- 5 октября 2013
- 5 сентября 2020
- 5 февраля 2022
- 5 февраля 2024
- 5 августа 2026

## Финансирование проекта
Проект финансируется на постоянной основе, в частности, за счёт пожертвований от порядка 10 тысяч ежегодных посетителей церкви Святого Бурхарда. Кроме этого, до августа 2021 каждый желающий мог за 1 тысячу евро увековечить своё имя на специальной табличке с номером «музыкального года», которая размещается на специальной стене внутри церкви. На табличке выгравированы фамилия и имя жертвователя и даты его рождения и смерти (последняя добавляется после кончины).